# ポール・ドゥメール
ジョゼフ・アタナーズ・ガストン・ポール・ドゥメール（フランス語: Joseph Athanase Gaston Paul Doumer、1857年3月22日 - 1932年5月7日）は、フランスの政治家。第14代共和国大統領を務めた。

## 生涯
カンタル県のオーリヤックで生まれ、鉄道労働者だった父についてパリへ移住して幼年期を送った。家族の厳しい経済事情故に、鋳物工場の見習工として就職しながらも、苦学してフランス国立工芸院で持続的な教育を受け、1876年に卒業。1877年にはマンドで数学の教授になった。翌年、大学で知り合ったブランシュ・リシェルと結婚。間に8人の子供を儲けたが、その内の5人は第一次世界大戦で死亡した。1879年からルミルモンで教授を務め、1883年に健康上の理由で同職を離れた後はサン＝カンタンの地方新聞『ル・クーリエ・ドゥエーヌ』の編集長となった。
1879年にフリーメイソンのロッジに入り、1892年に"L'Union Fraternelle"ロッジのGrand Secretaryとなった。
1888年に政界に入り、1895年から1896年の短期間、財務大臣を務めながら所得税の導入を推進したが、成功しなかった。
1897年から1902年にはインドシナ総督を務めた。強引な同化政策と本国本位の植民地政策を行った。住民からの土地税、人頭税を増税し間接税を徴収したり、塩、アヘン、酒の専売による莫大な利益でそれまでの植民地財政を膨大な赤字から黒字に転換させた。植民地国庫の銀行券はインドシナ銀行へ預金したが、それを決済窓口として本国から鉄道建設、運河、道路、港湾整備、干拓事業といった公共事業を大規模に行って本国資本に受注させた。また原住民の土地を没収しフランス人入植者と協力者の地主・官僚に与えたため、農民は自作農から小作人・農業労働者に転落して困窮した。彼の統治はあくまで植民地経済の発展のためで現地人は考慮していなかった。
インドシナから帰還後の1905年から1906年には代議院（下院）議長を務めた。1906年1月、共和国大統領選挙に出馬するが、左派連合候補のアルマン・ファリエールに敗北。1910年の総選挙では議員職まで喪失し、しばらく政界から引退、実業界で活動した。 
1912年、コルシカの選挙区で元老院（上院）議員に当選し議会に復帰。第一次世界大戦が勃発すると、上院軍事委員会の副会長に選任され、政府と軍部に対する議会の統制権の確保に奔走した。1917年9月、無任所大臣としてポール・パンルヴェの戦時内閣に入閣、金融と物資の供給、公共事業の調整のための戦時経済委員会を構成している。1921年、25年ぶりに財務大臣を務め、均衡予算の維持やフラン貨の価値下落に対処しながら保護主義政策を主導する一方、ドイツに戦争賠償の責任を課すことに強硬な立場を固守した。
1925年12月、ルイ・ルシュールの辞任に伴って、ドゥメールが再び財務相となった。その後、1927年から1931年まで上院議長を務めた。
1931年5月13日、アリスティード・ブリアンを破ってガストン・ドゥメルグの次の共和国大統領に就任した。ドゥメールの大統領当選は、賠償金の請求を始め世界大戦の戦後問題について、対独宥和策を模索していたブリアンを牽制しようとする議会内の右派勢力が支持したことに負うところが大きかった。就任時には高齢であるうえ、国家財政を厳しく管理する技術官僚という印象が強かったため、本来大衆的な人気は高くなかったが、勤勉な業務姿勢と愛国心が知られ、次第に世論の好意を得た。既成政党に対して批判的だったドゥメールは、派閥競争による政治危機を嘆き、陸軍大臣のアンドレ・タルデューを首班とする中道右派内閣の構成に影響力を行使するなど、儀礼職に過ぎなかった大統領の権限を積極的に活用しようと努力した。

### 暗殺

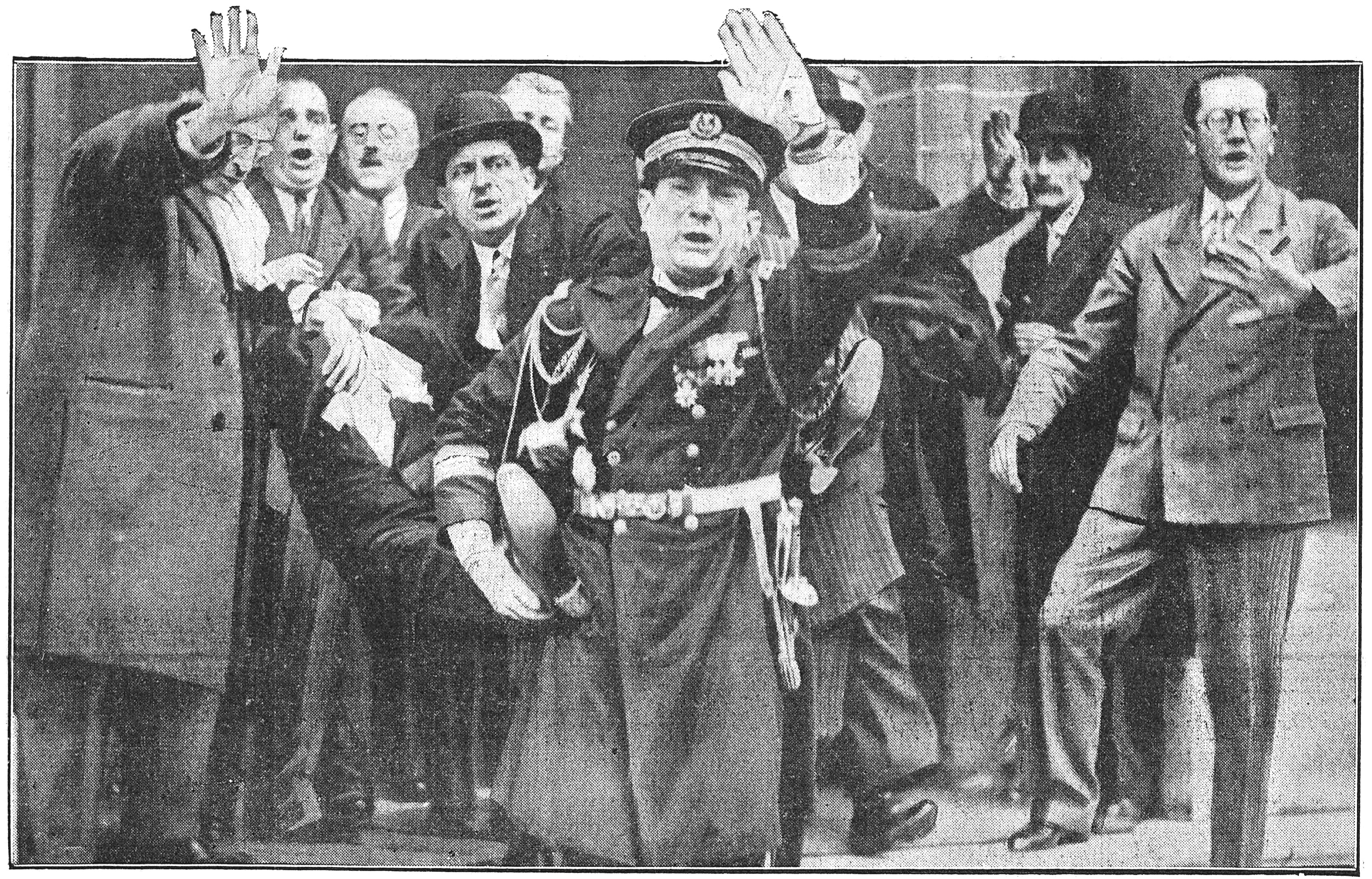
暗殺直後、病院へ担ぎ込まれるドゥメール

1932年5月6日、ドゥメールはパリのオテル・サロモン・ド・ロチルドで従軍作家協会が開催したブックフェアに参加、小説家のクロード・ファレールと話していた。午後3時頃、同じく出席者であったロシア移民のパーヴェル・ゴルグロフが大統領に近づき、銃を3発撃った。その内の2発が頭蓋下部と右脇に命中し、ドゥメールは地面に倒れ込んだ。ファレールは、警察が到着するまでゴルグロフと格闘した。ドゥメールはボージョン病院へ運び込まれたが、翌5月7日午前4時37分に死去した。彼は、銃創が原因で死去した唯一の共和国大統領となった。ドゥメールの遺体は5月12日に国葬が執り行われた後、未亡人のブランシュ夫人の意向により、ヴォージラール墓地に葬されている。
ゴルグロフは白衛軍出身で、ロシア内戦で白衛軍がボリシェヴィキに敗北したのはフランスが十分に協力しなかったからだと思い込んで凶行に及んだ。その後、ゴルグロフは同年9月14日に断頭台により処刑された。